# Mahabo Mananivo
Mahabo Mananivo is een plaats en commune in het zuiden van Madagaskar, behorend tot het district Farafangana, dat gelegen is in de regio Atsimo-Atsinanana. Tijdens een volkstelling in 2001 telde de plaats 9.998 inwoners.
De plaats biedt naast lager onderwijs ook middelbaar onderwijs aan. 98 % van de bevolking werkt als landbouwer en 1 % verdient zijn brood als visser. De belangrijkste landbouwproducten zijn rijst en koffie; andere belangrijke producten zijn kruidnagelen en peper. Verder is 1 % actief in de dienstensector.